# Рахмат, Мохамед
Мохамед Рахмат (4 января 1938 года — 1 января 2010 года, Куала-Лумпур, Малайзия) — малайзийский политический деятель, бывший Министр информации Малайзии (1978—1982, 1987—1999).

## Биография
В 1982-1984 годах являлся послом с министерским статусом Малайзии в Индонезии.
Являлся известным политическим деятелем — был Генеральным секретарём Малайской национальной организации (МНО) (1988—1996) и, по совместительству, малайского Национального фронта (1988—1999).

## Болезнь и смерть
Последние 10 лет страдал болезнью почек и находился на диализе.
Скончался во сне (приблизительно в восемь часов утра).